# Augusta Tanari Malvezzi
Augusta Tanari Malvezzi (Bologna, 7 aprile 1831 – Bologna, 27 marzo 1886) è stata una nobile e patriota italiana.

## Biografia
Augusta Tanari nasce a Bologna il 7 aprile 1831 dal marchese Giuseppe Tanari e da Brigida Fava Ghisilieri, entrambi esponenti delle antiche famiglie senatorie bolognesi.
Cresce in un ambiente legato all'élite liberale cittadina, frequentando il salotto della madre Brigida, donna colta e fervida sostenitrice della causa italiana. Riceve la sua educazione dal medico e docente universitario Gabriello Rossi.
Convinta patriota come la madre, nel 1848-49 Augusta Tanari partecipa in prima persona alle lotte contro gli austriaci, si impegna nella raccolta di fondi e per la produzione di bandiere per la Guardia civica. Intrattiene anche una fitta corrispondenza con il fratello Luigi che, al seguito di Carlo Alberto, ha il grado di sottotenente del IV battaglione della brigata granatieri della Guardia dell'esercito piemontese durante la campagna in Lombardia del 1848.

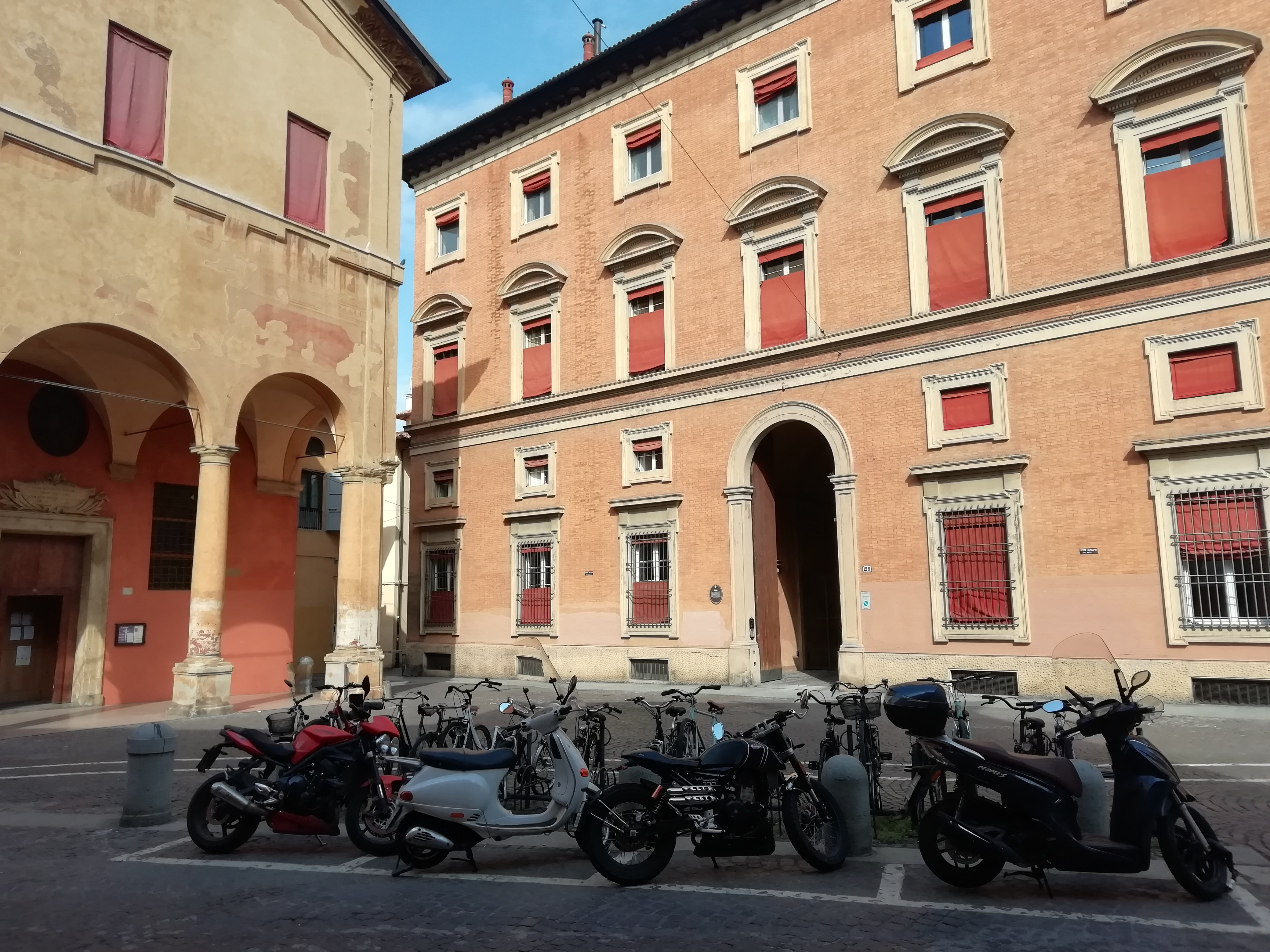
Palazzo Tanari e la piazzetta della pioggia nel 2021.

Nel 1849, durante l'assedio di Bologna da parte degli austriaci,  Augusta si trova nel palazzo Tanari quando viene invaso dai popolani alla ricerca di armi.
Nel settembre dello stesso anno sposa il conte Giovanni Malvezzi de' Medici e si trasferisce nel Palazzo Malvezzi di via Zamboni 13, che i coniugi fanno abbellire dai migliori artisti dell'epoca.
Augusta sostiene fermamente il marito nella carriera politica di membro della Giunta provvisoria di governo, all'indomani della partenza degli austriaci da Bologna avvenuta nel giugno del 1859 a seguito della sconfitta di Magenta. È al suo fianco anche quando diventa senatore e in seguito sindaco di Bologna, o per gli incarichi amministrativi che ricoprirà successivamente in Piemonte.
Attiva in ambito politico e sociale, Augusta Tanari nel 1860 è a capo del Comitato di nobili donne di Bologna per l'offerta di sei bandiere tricolore per i battaglioni della Guardia nazionale, collabora alla stesura dello statuto della Società artigiana femminile di Bologna e nel 1881 fonda un asilo per bambini lattanti.
Durante la sua esistenza dà alla luce cinque figli maschi, tra i quali Nerio che, avviato precocemente alla carriera militare, diventerà a sua volta senatore.
Augusta Tanari Malvezzi si spegne a Bologna il 27 marzo 1886.
Un'epigrafe la ricorda su una lapide del monumento a Prospero Ranuzzi Cospi, nel cimitero monumentale della Certosa di Bologna, Chiostro III, arco 42; sullo stesso monumento si trova una lapide a Teresa Carniani.

## Archivio
Il Fondo Augusta Tanari Malvezzi, conservato presso la biblioteca del museo civico del Risorgimento che ha sede nel Palazzo Galvani a Bologna, contiene documentazione dal 1847 al 1853